# Điện mặt trời BIM Ninh Thuận
Điện Mặt Trời BIM Ninh Thuận là nhóm nhà máy điện Mặt Trời do BIM Group xây dựng trên vùng đất thôn Quán Thẻ, xã Phước Minh, huyện Thuận Nam, tỉnh Ninh Thuận, Việt Nam.

## Điện Mặt Trời BIM 1, 2, 3

### Điện Mặt Trời BIM 1
Điện Mặt Trời BIM 1 có công suất lắp máy 30 MW, sản lượng hàng năm 50 triệu KWh, khởi công ngày 23 tháng 1 năm 2018, hoàn hành tháng 7 năm 2018. Nhà máy có diện tích hoạt động 35,5 ha.
Chủ sở hữu các dự án là Tập đoàn BIM Group liên doanh với đối tác AC Energy, là Công ty thành viên mảng năng lượng thuộc Tập đoàn Ayala, Philippines.
Tháng 8 năm 2018, dự án mở rộng nâng công suất lắp máy lên 280 MWp, dự kiến sau đó sẽ tiếp tục mở rộng lên đến trên 300 MWp, sản lượng điện hàng năm lên đến 545 triệu kWh.

### Điện Mặt Trời BIM 2 & 3
Điện Mặt Trời BIM 2 & 3 có công suất lắp máy 280 MW, sản lượng hàng năm 545 triệu KWh, khởi công tháng 8 năm 2018, dự kiến hoàn hành tháng 6 năm 2019.

### Cụm ba nhà máy Điện Mặt Trời BIM 1, 2, 3
Ngày 27 tháng 4 năm 2019, cụm ba nhà máy Điện Mặt Trời BIM 1, 2, 3 Ninh Thuận tổ chức lễ khánh thành với tổng công suất lắp máy 330 MWp được coi là cụm nhà máy điện Mặt Trời lớn nhất Đông Nam Á với đầu tư hơn 7.000 tỷ đồng, lắp đặc hơn 1 triệu tấm pin năng lượng Mặt Trời, sản xuất khoảng 600 triệu Kwh/năm.